# Iglesia de San Julián del Mercado
Iglesia de San Julián del Mercado fue una iglesia de Zamora que existía en el siglo XII. Era un templo religioso que tenía anexo un pequeño Hospital. Se encontraba en las lindes del puente de Zamora y ubicada en la zona de la ciudad donde operaban los gremios de peleteros. En la actualidad existe una plaza denominada de San Julián del Mercado. 